# رافاييل سيبيدا توريس
رافاييل سيبيدا توريس (بالإسبانية: Rafael Cepeda Torres)‏ هو مهندس معماري كولومبي، ولد في 28 أكتوبر 1925، وتوفي في 9 سبتمبر 2009.